# Arge melanochra
Espèce
Arge melanochra est une espèce d'insectes hyménoptères symphytes (ou mouches à scie) de la famille des Argidae.
Synonyme :
- Arge melanochroa (Gmelin in Linnaeus, 1790)